# Giro di Svizzera 2003
Il Giro di Svizzera 2003, sessantasettesima edizione della corsa, si svolse in nove tappe dal 16 al 25 giugno 2003 precedute da un cronoprologo, per un percorso di 1 444 km, con partenza da Egerkingen e arrivo ad Aarau. Il kazako Aleksandr Vinokurov del Team Telekom si aggiudicò la corsa concludendo in 36h38'58".

## Tappe
| Tappa  | Data      | Percorso                            | km    | Vincitore di tappa   | Leader cl. generale  |
| ------ | --------- | ----------------------------------- | ----- | -------------------- | -------------------- |
| Prol.  | 16 giugno | Egerkingen (cron. individuale)      | 7     | Fabian Cancellara    | Fabian Cancellara    |
| 1ª     | 17 giugno | Egerkingen > Le Locle               | 163   | Aleksandr Vinokurov  | Aleksandr Vinokurov  |
| 2ª     | 18 giugno | Murten > Nyon                       | 175   | Robbie McEwen        | Aleksandr Vinokurov  |
| 3ª     | 19 giugno | Nyon > Saas Fee                     | 205   | Francesco Casagrande | Aleksandr Vinokurov  |
| 4ª     | 20 giugno | Visp > Losone                       | 168   | Sandy Casar          | Aleksandr Vinokurov  |
| 5ª     | 21 giugno | Ascona > La Punt Chamues-ch         | 178   | Francesco Casagrande | Francesco Casagrande |
| 6ª     | 22 giugno | Silvaplana > Silvaplana             | 135   | Óscar Pereiro        | Francesco Casagrande |
| 7ª     | 23 giugno | Savognin > Oberstaufen (D)          | 231   | Sergej Jakovlev      | Francesco Casagrande |
| 8ª     | 24 giugno | Gossau > Gossau (cron. individuale) | 32,5  | Bradley McGee        | Aleksandr Vinokurov  |
| 9ª     | 25 giugno | Stäfa > Aarau                       | 152   | Baden Cooke          | Aleksandr Vinokurov  |
| Totale | Totale    | Totale                              | 1 444 |                      |                      |

## Squadre e corridori partecipanti
Al via si presentarono 17 squadre, per un totale di 135 atleti iscritti. I ciclisti arrivati al traguardo finale furono 91, mentre 44 si ritirarono, con una percentuale di arrivi pari al 67%.
| N.    | Cod. | Squadra                |
| ----- | ---- | ---------------------- |
| 1-8   | PHO  | Phonak Hearing Systems |
| 11-18 | A2R  | AG2R Prévoyance        |
| 21-28 | C.A  | Crédit Agricole        |
| 31-38 | TBI  | Team Bianchi           |
| 41-48 | CSC  | Team CSC               |
| 51-58 | DVE  | Domina Vacanze-Elitron |
| 61-68 | FAS  | Fassa Bortolo          |
| 71-78 | FDJ  | fdjeux.com             |
| 81-88 | GST  | Team Gerolsteiner      |

| N.      | Cod. | Squadra                  |
| ------- | ---- | ------------------------ |
| 91-98   | LAM  | Lampre                   |
| 101-108 | LOT  | Lotto-Domo               |
| 111-118 | PAL  | Palmans-Collstrop        |
| 121-128 | QSD  | Quick Step-Davitamon     |
| 131-138 | SAE  | Saeco Macchine per Caffè |
| 141-148 | TEL  | Team Telekom             |
| 151-158 | VIN  | Vini Caldirola-So.Di.    |
| 161-168 | CCC  | CCC Polsat               |

## Dettagli delle tappe

### Prologo
- 16 giugno: Egerkingen – Cronometro individuale – 7 km

Risultati
| Pos. | Corridore         | Squadra       | Tempo |
| ---- | ----------------- | ------------- | ----- |
| 1    | Fabian Cancellara | Fassa Bortolo | 8'46" |
| 2    | Óscar Pereiro     | Phonak        | a 2"  |
| 3    | Bradley McGee     | F. des Jeux   | s.t.  |

| Pos. | Corridore         | Squadra       | Tempo |
| ---- | ----------------- | ------------- | ----- |
| 1    | Fabian Cancellara | Fassa Bortolo | 8'46" |
| 2    | Óscar Pereiro     | Phonak        | a 2"  |
| 3    | Bradley McGee     | F. des Jeux   | s.t.  |

### 1ª tappa
- 17 giugno: Egerkingen > Le Locle – 163 km

Risultati
| Pos. | Corridore           | Squadra       | Tempo    |
| ---- | ------------------- | ------------- | -------- |
| 1    | Aleksandr Vinokurov | Team Telekom  | 4h13'43" |
| 2    | Sergej Ivanov       | Fassa Bortolo | s.t.     |
| 3    | Miguel Perdiguero   | Domina Vac.   | a 2"     |

| Pos. | Corridore           | Squadra      | Tempo    |
| ---- | ------------------- | ------------ | -------- |
| 1    | Aleksandr Vinokurov | Team Telekom | 4h22'29" |
| 2    | Bradley McGee       | F. des Jeux  | a 4"     |
| 3    | Óscar Pereiro       | Phonak       | a 10"    |

### 2ª tappa
- 18 giugno: Murten > Nyon – 175 km

Risultati
| Pos. | Corridore      | Squadra         | Tempo    |
| ---- | -------------- | --------------- | -------- |
| 1    | Robbie McEwen  | Lotto-Domo      | 4h03'10" |
| 2    | Julian Dean    | Team CSC        | s.t.     |
| 3    | Stuart O'Grady | Crédit Agricole | s.t.     |

| Pos. | Corridore           | Squadra      | Tempo    |
| ---- | ------------------- | ------------ | -------- |
| 1    | Aleksandr Vinokurov | Team Telekom | 8h25'39" |
| 2    | Bradley McGee       | F. des Jeux  | a 3"     |
| 3    | Óscar Pereiro       | Phonak       | a 10"    |

### 3ª tappa
- 19 giugno: Nyon > Saas Fee – 205 km

Risultati
| Pos. | Corridore            | Squadra       | Tempo    |
| ---- | -------------------- | ------------- | -------- |
| 1    | Francesco Casagrande | Lampre        | 5h10'38" |
| 2    | Kim Kirchen          | Fassa Bortolo | a 13"    |
| 3    | Aleksandr Vinokurov  | Team Telekom  | a 18"    |

| Pos. | Corridore            | Squadra      | Tempo     |
| ---- | -------------------- | ------------ | --------- |
| 1    | Aleksandr Vinokurov  | Team Telekom | 13h36'29" |
| 2    | Francesco Casagrande | Lampre       | a 6"      |
| 3    | Bradley McGee        | F. des Jeux  | a 16"     |

### 4ª tappa
- 20 giugno: Visp > Losone – 168 km

Risultati
| Pos. | Corridore      | Squadra         | Tempo    |
| ---- | -------------- | --------------- | -------- |
| 1    | Sandy Casar    | F. des Jeux     | 4h05'01" |
| 2    | Kim Kirchen    | Fassa Bortolo   | s.t.     |
| 3    | Stuart O'Grady | Crédit Agricole | s.t.     |

| Pos. | Corridore            | Squadra      | Tempo     |
| ---- | -------------------- | ------------ | --------- |
| 1    | Aleksandr Vinokurov  | Team Telekom | 17h41'30" |
| 2    | Francesco Casagrande | Lampre       | a 6"      |
| 3    | Bradley McGee        | F. des Jeux  | a 16"     |

### 5ª tappa
- 21 giugno: Ascona > La Punt Chamues-ch – 178 km

Risultati
| Pos. | Corridore            | Squadra      | Tempo    |
| ---- | -------------------- | ------------ | -------- |
| 1    | Francesco Casagrande | Lampre       | 5h09'34" |
| 2    | Aleksandr Vinokurov  | Team Telekom | a 39"    |
| 3    | Alexandre Moos       | Phonak       | a 47"    |

| Pos. | Corridore            | Squadra      | Tempo     |
| ---- | -------------------- | ------------ | --------- |
| 1    | Francesco Casagrande | Lampre       | 22h51'00" |
| 2    | Aleksandr Vinokurov  | Team Telekom | a 37"     |
| 3    | Alexandre Moos       | Phonak       | a 1'25"   |

### 6ª tappa
- 22 giugno: Silvaplana > Silvaplana – 135 km

Risultati
| Pos. | Corridore     | Squadra       | Tempo    |
| ---- | ------------- | ------------- | -------- |
| 1    | Óscar Pereiro | Phonak        | 5h04'07" |
| 2    | Jan Ullrich   | Team Bianchi  | a 1'14"  |
| 3    | Kim Kirchen   | Fassa Bortolo | a 1'17"  |

| Pos. | Corridore            | Squadra      | Tempo     |
| ---- | -------------------- | ------------ | --------- |
| 1    | Francesco Casagrande | Lampre       | 26h31'57" |
| 2    | Aleksandr Vinokurov  | Team Telekom | a 37"     |
| 3    | Alexandre Moos       | Phonak       | a 1'25"   |

### 7ª tappa
- 23 giugno: Savognin > Oberstaufen (Germania) – 231 km

Risultati
| Pos. | Corridore       | Squadra      | Tempo    |
| ---- | --------------- | ------------ | -------- |
| 1    | Sergej Jakovlev | Team Telekom | 5h53'08" |
| 2    | Marcus Zberg    | Gerolsteiner | a 1'02"  |
| 3    | Daniel Schnider | Phonak       | s.t.     |

| Pos. | Corridore            | Squadra      | Tempo     |
| ---- | -------------------- | ------------ | --------- |
| 1    | Francesco Casagrande | Lampre       | 32h29'07" |
| 2    | Aleksandr Vinokurov  | Team Telekom | a 37"     |
| 3    | Alexandre Moos       | Phonak       | a 1'25"   |

### 8ª tappa
- 24 giugno: Gossau > Gossau – Cronometro individuale – 32,5 km

Risultati
| Pos. | Corridore     | Squadra      | Tempo  |
| ---- | ------------- | ------------ | ------ |
| 1    | Bradley McGee | F. des Jeux  | 42'20" |
| 2    | Uwe Peschel   | Gerolsteiner | a 24"  |
| 3    | Jan Ullrich   | Team Bianchi | a 51"  |

| Pos. | Corridore            | Squadra      | Tempo     |
| ---- | -------------------- | ------------ | --------- |
| 1    | Aleksandr Vinokurov  | Team Telekom | 33h13'17" |
| 2    | Francesco Casagrande | Lampre       | a 15"     |
| 3    | Giuseppe Guerini     | Team Telekom | a 1'12"   |

### 9ª tappa
- 25 giugno: Stäfa > Aarau – 152 km

Risultati
| Pos. | Corridore      | Squadra     | Tempo    |
| ---- | -------------- | ----------- | -------- |
| 1    | Baden Cooke    | F. des Jeux | 3h25'41" |
| 2    | Alexandre Moos | Phonak      | s.t.     |
| 3    | Julian Dean    | Team CSC    | s.t.     |

| Pos. | Corridore           | Squadra      | Tempo     |
| ---- | ------------------- | ------------ | --------- |
| 1    | Aleksandr Vinokurov | Team Telekom | 36h38'58" |
| 2    | Giuseppe Guerini    | Team Telekom | a 1'14"   |
| 3    | Óscar Pereiro       | Phonak       | a 1'28"   |

## Classifiche finali

### Classifica generale
| Pos. | Corridore           | Squadra       | Tempo     |
| ---- | ------------------- | ------------- | --------- |
| 1    | Aleksandr Vinokurov | Team Telekom  | 36h38'58" |
| 2    | Giuseppe Guerini    | Team Telekom  | a 1'14"   |
| 3    | Óscar Pereiro       | Phonak        | a 1'28"   |
| 4    | Kim Kirchen         | Fassa Bortolo | a 1'46"   |
| 5    | Tadej Valjavec      | Fassa Bortolo | a 1'55"   |
| 6    | Alexandre Moos      | Phonak        | a 2'10"   |
| 7    | Jan Ullrich         | Team Bianchi  | a 2'27"   |
| 8    | Sven Montgomery     | Fassa Bortolo | a 2'29"   |
| 9    | Ondřej Sosenka      | CCC Polsat    | a 4'14"   |
| 10   | Tomasz Brozyna      | CCC Polsat    | a 6'17"   |

### Classifica scalatori
| Pos. | Corridore           | Squadra      | Punti |
| ---- | ------------------- | ------------ | ----- |
| 1    | Filippo Simeoni     | Domina Vac.  | 41    |
| 2    | Seweryn Kohut       | CCC Polsat   | 36    |
| 3    | Aleksandr Vinokurov | Team Telekom | 32    |
| 4    | Daniel Schnider     | Phonak       | 24    |
| 5    | Massimo Giunti      | Domina Vac.  | 23    |

### Classifica a punti
| Pos. | Corridore           | Squadra         | Punti |
| ---- | ------------------- | --------------- | ----- |
| 1    | Aleksandr Vinokurov | Team Telekom    | 73    |
| 2    | Alexandre Moos      | Phonak          | 56    |
| 3    | Kim Kirchen         | Fassa Bortolo   | 51    |
| 4    | Julian Dean         | Team CSC        | 47    |
| 5    | Stuart O'Grady      | Crédit Agricole | 46    |

### Classifica Postfinance sprint
| Pos. | Corridore         | Squadra      | Punti |
| ---- | ----------------- | ------------ | ----- |
| 1    | Daniel Schnider   | Phonak       | 24    |
| 2    | Peter Wuyts       | Palmans      | 20    |
| 3    | Jurgen Van Goolen | Quick Step   | 18    |
| 4    | Bradley McGee     | F. des Jeux  | 10    |
| 5    | Steffen Wesemann  | Team Telekom | 6     |

### Classifica Feldschlösschen sprint
| Pos. | Corridore            | Squadra     | Punti |
| ---- | -------------------- | ----------- | ----- |
| 1    | Bradley McGee        | F. des Jeux | 12    |
| 2    | Peter Wuyts          | Palmans     | 12    |
| 3    | Christophe Agnolutto | AG2R Prév.  | 10    |
| 4    | Daniel Schnider      | Phonak      | 7     |
| 5    | Davide Bramati       | Quick Step  | 6     |

### Classifica squadre
| Pos. | Squadra             | Tempo      |
| ---- | ------------------- | ---------- |
| 1    | Fassa Bortolo       | 110h00'32" |
| 2    | Phonak Cycling Team | a 1'53"    |
| 3    | Team Telekom        | a 5'29"    |
| 4    | CCC-Polsat          | a 12'56"   |
| 5    | fdjeux.com          | a 28'20"   |